# Maruszewiec Nowy
Maruszewiec Nowy (do 2021 Maruszewiec Pofolwarczny) – wieś w Polsce położona w województwie lubelskim, w powiecie radzyńskim, w gminie Borki.
W latach 1975–1998 miejscowość administracyjnie należała do ówczesnego województwa lubelskiego.
Wieś stanowi sołectwo gminy Borki.